# My1 Octantis
My1 Octantis är en gulvit ljusstark jätte i Oktantens stjärnbild.
Stjärnan har visuell magnitud +5,98 och är svagt synlig för blotta ögat vid god seeing. Den befinner sig på ett avstånd av ungefär 330 ljusår.